# Walworth (Nueva York)
Walworth es un pueblo ubicado en el condado de Wayne en el estado estadounidense de Nueva York. En el año 2000 tenía una población de 8,402 habitantes y una densidad poblacional de 96 personas por km².

## Geografía
Walworth se encuentra ubicado en las coordenadas 43°9′34″N 77°19′15″O / 43.15944, -77.32083.

## Demografía
Según la Oficina del Censo en 2000 los ingresos medios por hogar en la localidad eran de $64,611, y los ingresos medios por familia eran $67,830. Los hombres tenían unos ingresos medios de $44,552 frente a los $32,292 para las mujeres. La renta per cápita para la localidad era de $22,476. Alrededor del 2.2% de la población estaban por debajo del umbral de pobreza.